# 1021 Flammario
1021 Flammario là một tiểu hành tinh vành đai chính. Nó được phát hiện bởi Max Wolf ngày 11 tháng 3 năm 1924. Tên ban đầu của nó là 1924 RG. Nó được đặt theo tên của nhà thiên văn học nổi tiếng người Pháp là Camille Flammarion.